# Weidenblättrige Sonnenblume
Die Weidenblättrige Sonnenblume (Helianthus salicifolius) ist ein Korbblütler aus der Gattung der Sonnenblumen. Das natürliche Verbreitungsgebiet liegt in den Vereinigten Staaten.

## Beschreibung

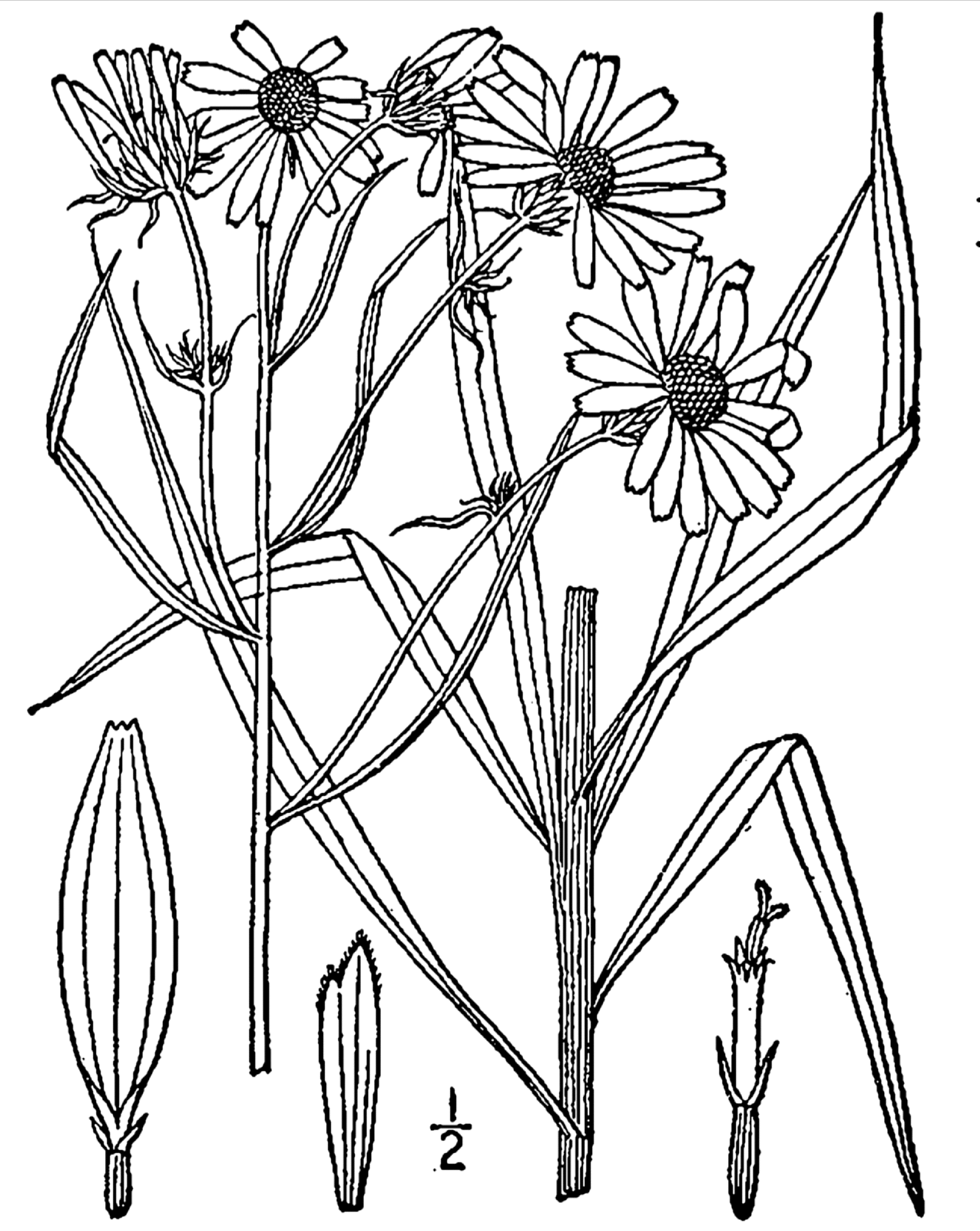
Illustration

Die Weidenblättrige Sonnenblume ist eine ausdauernde, krautige Pflanze, die eine Höhe von 150 bis 250 Zentimetern und mehr erreicht. Die Sprossachse steht aufrecht, ist grün oder rötlich und unbehaart. Die stiellosen oder beinahe stiellosen Blätter wachsen wechselständig an der Sprossachse. Die Blattspreite ist linealisch bis lanzettlich-linealisch, 8 bis 21 Zentimeter lang und 0,2 bis 1,2 Zentimeter breit. Die Blattbasis läuft spitz zusammen, die Blattränder sind leicht fein gesägt bis beinahe ganzrandig. Die Blattunterseite ist unbehaart und zeigt punktförmige Drüsen.

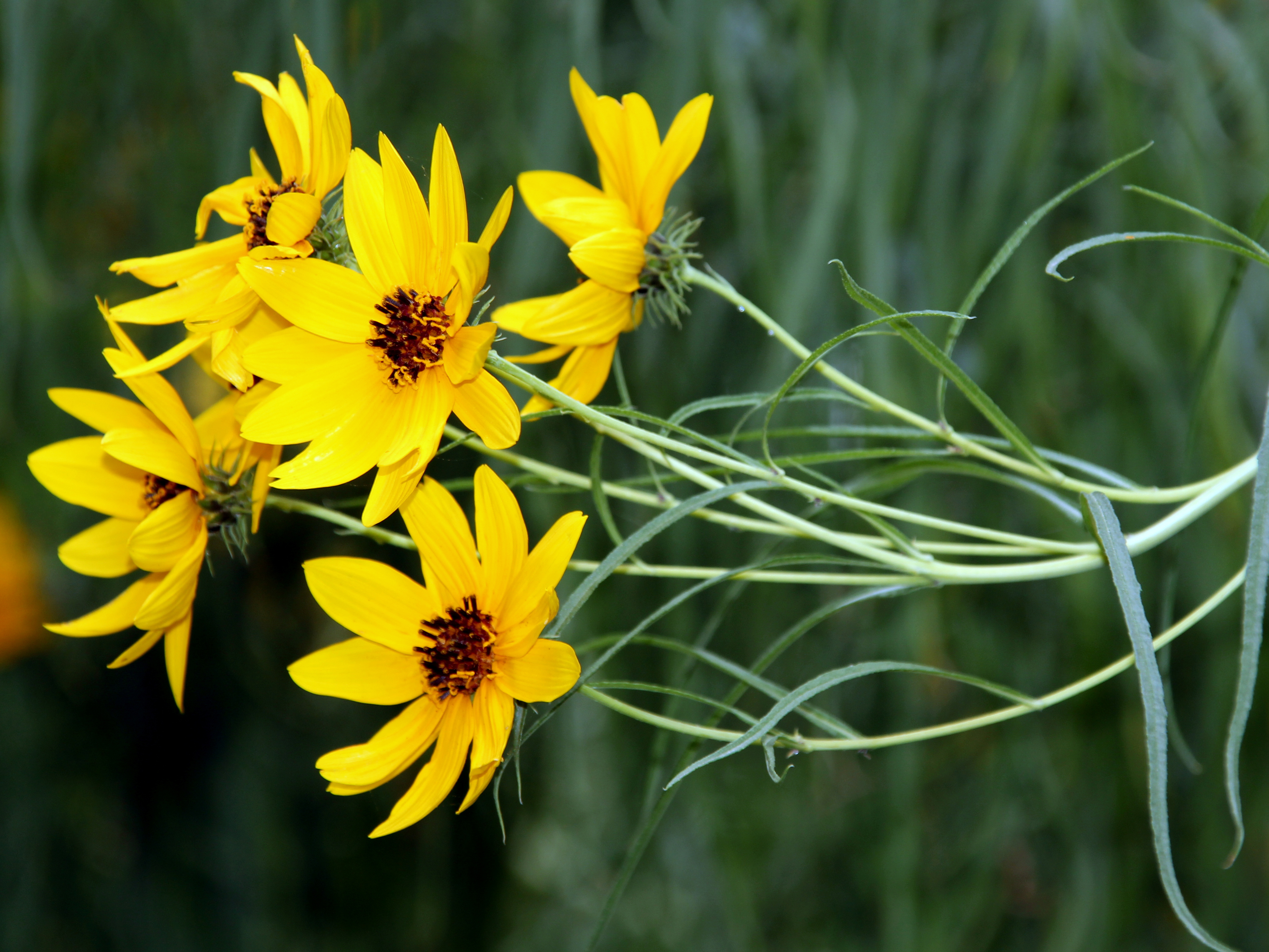
Weidenblättrige Sonnenblume (Helianthus salicifolius)

Je Pflanze werden 6 bis 15 und mehr Blütenkörbe gebildet. Der Blütenstandsstiel ist 2 bis 6 Zentimeter lang. Das Involucrum ist glockenförmig und hat einen Durchmesser von 10 bis 18 Millimetern. Die 40 bis 50 Hüllblätter sind linealisch bis lanzettlich-linealisch, 12 bis 20 Millimeter lang und 1,8 bis 2 Millimeter breit. Der Rand ist bewimpert, die Unterseite ist unbehaart und zeigt keine Drüsen. Die Spreublätter sind 8 bis 10 Millimeter lang, ganzrandig oder schwach dreifach gezähnt. Die 10 bis 20 Zungenblüten haben eine Länge von 28 bis 35 Millimetern. Die mehr als 50 Röhrenblüten haben eine 5,5 bis 6 Millimeter lange Blütenkrone mit rötlichen Kronenlappen. Die Staubbeutel sind dunkel. Als Früchte werden 4 bis 6 Millimeter lange, unbehaarte Achänen gebildet.
Die Chromosomenzahl beträgt 2n = 34.
Die Weidenblättrige Sonnenblume blüht am Ende des Sommers und zu Beginn des Herbsts.

## Verbreitung und Ökologie
Das natürliche Verbreitungsgebiet der Weidenblättrigen Sonnenblume liegt in den Vereinigten Staaten im Osten des Bundesstaats Kansas, im Westen von Missouri, im Osten von Nebraska, im Osten von Oklahoma und in Texas. Dort wächst sie in der Prärie auf kalkhaltigem Untergrund in Höhen von 100 bis 300 Metern. Hauptverbreitungsgebiet ist das Ozark-Plateau.

## Systematik
Die Weidenblättrige Sonnenblume (Helianthus salicifolius) ist ein Korbblütler aus der Gattung der Sonnenblumen (Helianthus). Sie wurde von Albert Gottfried Dietrich 1834 in Allgemeine Gartenzeitung erstbeschrieben. Das Artepitheton salicifolius stammt aus dem Lateinischen und bedeutet „weidenblättrig“. Synonyme der Art lauten Helianthus filiformis Small und Helianthus orgyalis DC.
Helianthus salicifolius hybridisiert mit Helianthus grosseserratus M.Martens. Die Hybriden ähneln Helianthus kellermanii Britton, und das Taxon hybridisiert ebenfalls mit beiden Arten. Zytologische Untersuchungen legen ebenfalls nahe, dass es sich bei Helianthus kellermanii um eine Kreuzung der beiden Arten handelt.

## Verwendung
Die Art wird als Zierpflanze verwendet und verwildert gelegentlich auch außerhalb des natürlichen Verbreitungsgebiets.